# Cyclone (vehículo de ficción)

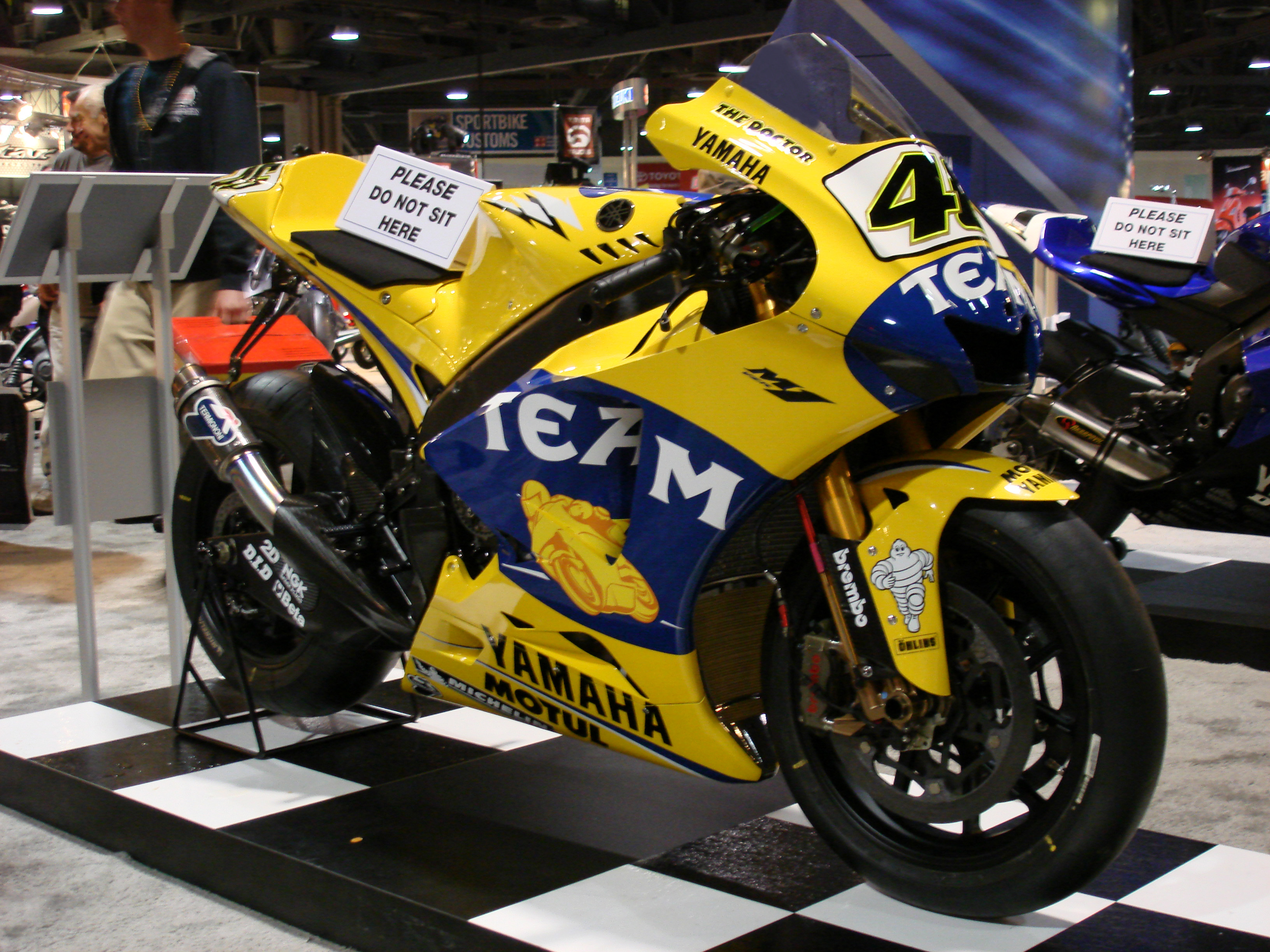
El Cyclone está basado en el diseño de una motocicleta GT.

El Cyclone o Cyclone Veritech Ride Armor es un vehículo de ficción de las series de animación "Genesis Climber Mospeada" y  "Robotech".

## Creación
Tanto los cyclone como todos los otros mechas que aparecen en la serie original Genesis Climber Mospeada y por lo tanto en la tercera parte de Robotech, fueron desarrollados por Hideki Kakinuma.

## Descripción según Robotech
Una muy resistente motocicleta que puede transformarse en un mecha battloid a casi tan formidable como el viejo Veritech Fighter. La armadura para conducir del Veritech se compone de nuevas súper aleaciones que son increíblemente ligeras, haciendo posible la creación de un mecha de armamento pesado que puede cargar un hombre. El mecha es tan ligero (90 kg) y compacto que puede ser plegado y colocado dentro de la unidad de almacenaje de un Alpha Fighter. 
A pesar de ser ligera, la armadura proporciona la protección de 200 M.D.C, mejor que la del Logan de Southern Cross y casi igual a los 12,2 m del Veritech VF.
El Cyclone está diseñado para ser lo último en sistema de combate terrestre de la REF para soldados. En modo motocicleta, el Cyclone ofrece alta movilidad, maniobrabilidad y velocidad. La motocicleta puede viajar sobre terrenos difíciles sin la menor dificultad y es un blanco mucho más pequeño que un vehículo convencional de 4 ruedas. Esto hace que el Cyclone sea ideal para operaciones clandestinas, de reconocimiento y misiones de una persona, así como para movimientos masivos de tropas.
En modo battloid, el Cyclone se convierte en una poderosa armadura protectora. El mecha de 21 dm proporciona una variedad de armas devastadoras, de fuerza sobrehumana, de velocidad sobrehumana e incluso de vuelo limitado. Como armadura de poder, el battloid es como una segunda piel que responde a los movimientos más leves del usuario. Combinado con el enlace único entre el hombre y la máquina creados por las células de protocultura, el mecha puede saltar, rodar y esquivar a altas velocidades.
Una célula completamente cargada de protocultura durará cerca de dos meses de combate y conducción constante. El uso moderado del mecha puede estirar la vida útil de la célula dos o tres veces más. El vuelo agota la energía dos veces más rápidamente. Las células en desuso pueden mantenerse totalmente cargadas por décadas.

### Especificaciones
|            | Motocicleta                              | Battloid                                 |
| ---------- | ---------------------------------------- | ---------------------------------------- |
| Velocidad: | 210 mph                                  | 60 mph corriendo, 180 mph volando        |
| Alto:      | 3.6ft                                    | 7ft                                      |
| Ancho:     | 1.6ft                                    | 3.4ft                                    |
| Largo:     | 5ft                                      | 3.1ft                                    |
| Peso:      | 200 lbs (110 lbs en el modelo VR-038-LT) | 200 lbs (110 lbs en el modelo VR-038-LT) |
| Duración:  | 2 meses                                  | 2 meses                                  |

### Equipo Especial
- Motor de Protocultura: todos los Cyclone tienen un motor accionado por protocultura. Una célula de protocultura mantendrá a un Cyclone funcionando por cerca de dos meses antes de que necesite otra. El volar drenará la célula de protocultura muy rápidamente (3 veces más rápido). Pero las explosiones ocasionales de vuelo, como empuje para dar grandes saltos, tendrán un drenaje mínimo de energía. Las células no pueden ser detectadas por Invid cuando los motores están apagados.
- Radar de corto alcance con sistema de visualización Head-Up (pantalla de radar visible dentro del casco). Puede identificar y seguir hasta 20 diversos blancos. Alcance: 1,6 km
- Sistema de mira infrarroja computarizado: está situado en el hombro derecho del Cyclone en modo battloid. Alcance: 600 m.
- Sistema de la radiocomunicación: banda y direccional anchos, con encendido por comando de voz (código de 4 dígitos). Los auriculares se alojan en el casco. Alcance: 3,2 km.
- Indicadores misceláneos: para velocidad, altura, nivel de combustible, hora y fecha. Son estándares para todos los modelos.

## VR-052 Battler Cyclone
El Battler fue diseñado para ser una unidad del combate de asalto pesado. Viene estándar con 12 mini-misiles GR-103 cargados en el frente y un par de misiles GR-97 en los protectores de los antebrazos. El jinete del Cyclone puede utilizar cualquier variedad de armas convencionales o M.D.C sidearms. La edición estándar es el Gallant H-90, un sidearm multiusos que se pueda utilizar como una pistola automática (S.D.C.), la pistola de energía (M.D.C.) o rifle de energía (M.D.C y gama larga). El Cyclone Battler se ha incluido en el Alpha Fighter como unidad mecha de combate/supervivencia para los pilotos caídos. También da al piloto la flexibilidad adicional para conducir maniobras de combate por aire y por tierra.

### Sistemas de Armas
- Lanzadores de Mini-Misiles GR-97 en los antebrazos (4 Mini-Misiles)
- Lanzadores de Mini-Misiles GR-103 alojados en el pecho (12 Mini-Misiles)

## VR-041 Saber Cyclone
El Cyclone de VR-041 Saber Cyclone es idéntico al Battler, con cambios estilísticos de menor importancia. La única diferencia significativa es el reemplazo del sistema lanzador de mini-misil de los antebrazos por el sistema de asalto y defensa cercanos (C.A.D.S.)desarrollado recientemente. Las CADS-1 son un par discos con forma de escudos que están en los brazos, que contienen un par de láminas retractables de alta frecuencia optimizadas para mega-daño. Los Saber pueden rebanar estructuras M.D.C tan fácilmente como una espada convencional corta estructuras S.D.C. El concepto original era crear un sistema de arma conveniente para las fuerzas especiales asignadas a operaciones clandestinas. Las armas silenciosas, pero mortales son ideales para el espionaje. El único sonido que hacen es un ronquido bajo. Aproximadamente uno de cada 50 ciclones posee CADS. El piloto también puede utilizar otras armas de mano.

### Sistemas de Armas
- Lanzadores de Mini-Misiles GR-103 alojados en el pecho (12 Mini-Misiles)
- El sistema de asalto y de defensa cercanos (CADS-1) es el sistema de arma de mano más avanzado construido para un mecha. A diferencia de otros tipos de armas para los protectores del antebrazo disponibles, el Cyclone Saber está equipado con grande discos con forma de escudos que contienen el sistema CADS-1. Al accionar un control manual o por activación de voz (con un código de 4 dígitos), uno o ambos Sabers de alta frecuencia retractables saldrán hacia fuera para su uso inmediato. Los Sabers son de doble filo, como espadas con un campo de energía de alta frecuencia alrededor de ellas, creando una arma de láminas de mega-daño. De ahí viene el agregado “Saber” al nombre del mecha. Las láminas son accionadas por la fuente de alimentación del Cyclone y no se pueden quitar sin herramientas. El uso frecuente de las láminas drenará la célula de protocultura dos veces más rápidamente. Separado del Cyclone, un CADS-1 es una arma sin valor.

## VR-038-LT Light Cyclone
El tercer tipo de Cyclone es el VR-038-LT (unidad ligera del combate). Los “38 Lite”, como se los suele llamar, son una versión más ligera de su precursor (solo pesa 50 kg). Fue diseñado específicamente ser utilizado por los muchos soldados femeninos de la RDF. El Cyclone ligero tiene menos armamento y no viene equipado con ningún tipo de sistema de misil, sin embargo, es aún más manejable que los otros Cyclone. Para compensar la carencia de armamentos incorporados, el 38-Lite viene equipado con un cañón pesado lanzacohetes RL-6, una clase de bazuca de alta tecnología. El arma es autoportante y se puede ser utilizada tanto montada en el Cyclone, o sin éste, apoyándola sobre el hombro como un lanzador de cohetes convencional. Esto lo diferencia de la mayoría de las armas diseñadas para el Cyclone que son demasiado pesadas para ser utilizadas sin este.

### Sistemas de Armas
- Ninguno montado, pero el equipo estándar viene con el lanzador de cohetes RL-6

- Datos: Q11680981